# NGC 912
NGC 912 je eliptická galaxie v souhvězdí Andromedy. Její zdánlivá jasnost je 14,1m a úhlová velikost 0,9′ × 0,8′. Je vzdálená 203 milionů světelných let, průměr má 55 000 světelných let. Galaxii objevil 30. listopadu 1878 Édouard Stephan.